# Josef Lintner
Josef Lintner, jindy označován jako Jan Josef Lintner (19. března 1868 Soběslav – 4. března 1927 Kolín) byl český učitel, archivář, genealog, topograf a muzejník.

## Životopis
Narodil se 19. března roku 1868 v jihočeském městě Soběslav. V roce 1987 absolvoval učitelský ústav v rodné Soběslavi. Postupně učil na školách Zásmukách a v Kolíně.
V roce 1895 stál u vzniku Muzejní jednoty v Kolíně. Mezi lety 1912 až 1927 spravoval Městský archiv v Kolíně. Stejnou funkci zastával v rodné Soběslavi, kde se stal prvním oficiálně jmenovaným městským archivářem. V roce 1922 se stal ředitelem kolínské měšťanské školy. Publikoval několik vlastivědných pracích o Kolíně a Soběslavi.
Josef Lintner zemřel 4. března 1927 v Kolíně.